# Pseudosphegesthes cinerea
Pseudosphegesthes cinerea är en skalbaggsart som först beskrevs av François Louis Nompar de Caumont de Laporte och Hippolyte Louis Gory 1841.  Pseudosphegesthes cinerea ingår i släktet Pseudosphegesthes och familjen långhorningar. IUCN kategoriserar arten globalt som otillräckligt studerad.
Artens utbredningsområde är:
- Frankrike.
- Ukraina.

Inga underarter finns listade i Catalogue of Life.